# Schiguli (Gebirge)
Das Schiguli-Gebirge (Schiguljowskije gory, russisch Жигулёвские горы, wissenschaftliche Transliteration Žigulëvskie gory) oder einfach Schiguli (Жигули [ʒɨɡʊˈlʲi], wissenschaftliche Transliteration Žiguli) erstreckt sich als bewaldetes Mittelgebirge entlang des rechten Wolga-Ufers und befindet sich vollständig innerhalb der Samaraschleife. Im Osten grenzt es an die russische Metropole Samara und bildet einen Teil des Wolgahochlands. Inmitten dieser idyllischen Landschaft liegen das Schiguljowski-Reservat und der Samarskaja-Luka-Nationalpark, die das Gebiet zu einem beliebten Naherholungsziel machen.
Die Fahrzeugreihe Schiguli ist nach dem Gebirge benannt.

## Geographie und Geologie
Die Nordhänge des Schiguli-Gebirges fallen steil zur Wolga ab, während sich das südliche Gebiet flach zur Wolga neigt und ein breites Plateau bildet, das von vielen engen Tälern und Schluchten durchzogen ist. Der westliche Teil von Schiguli wird durch einen Seitenarm der Wolga vom Hauptplateau getrennt. Der zentrale und zugleich höchste Teil von Schiguli ist ein fast ebenes Plateau, das zugleich den höchsten Punkt im europäischen Teil Russlands darstellt. Größte Stadt am Fuße des Gebirges ist Schiguljowsk (russisch Жигулёвск).
Das Schiguli gilt als das einzige tektonisch aktive Gebirge im europäischen Teil Russlands; es soll sich pro 100 Jahre um circa 1 cm heben. Das Schiguli entstand vor etwa 7 Millionen Jahren. Die sichtbaren Gesteine des Schiguli bestehen aus Kalkstein- und Dolomitsedimenten, die vor 230–350 Millionen Jahren im Perm und Karbon abgelagert wurden.

## Das Schiguli-Gebirge in der Kunst
Die Schönheit der Landschaft wurde von vielen russischen Künstlern auf Bildern verewigt. Beispielsweise machte der bekannte russische Maler Ilja Repin 1870 Urlaub im Dorf Schirjajewe, das am Nordufer der Wolga und gegenüber dem Schiguli-Gebirge liegt, und arbeitete an Skizzen für sein bedeutendes Gemälde Die Wolgatreidler (1870–1873), das heute im Russischen Museum in Sankt Petersburg hängt. Der russische Landschaftsmaler Fjodor Alexandrowitsch Wassiljew arbeitete in Schirjajewe mit Repin zusammen. Das Ergebnis dieser Sommerreise war eines seiner berühmtesten Gemälde, der Blick auf die Wolga (1870).

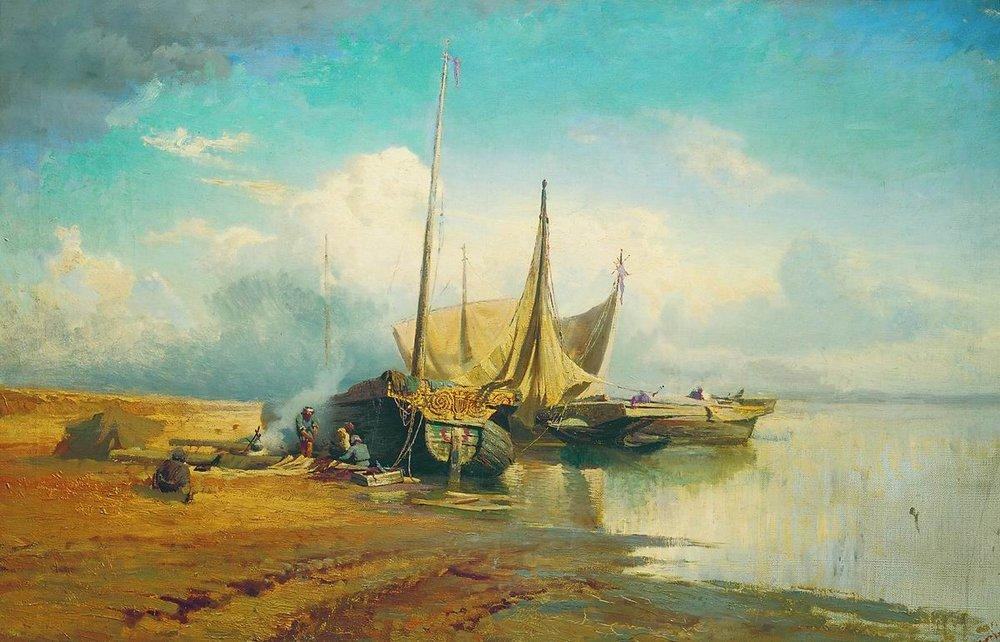
Fjodor Wassiljew: Blick auf die Wolga. Barken (1870), Russisches Museum
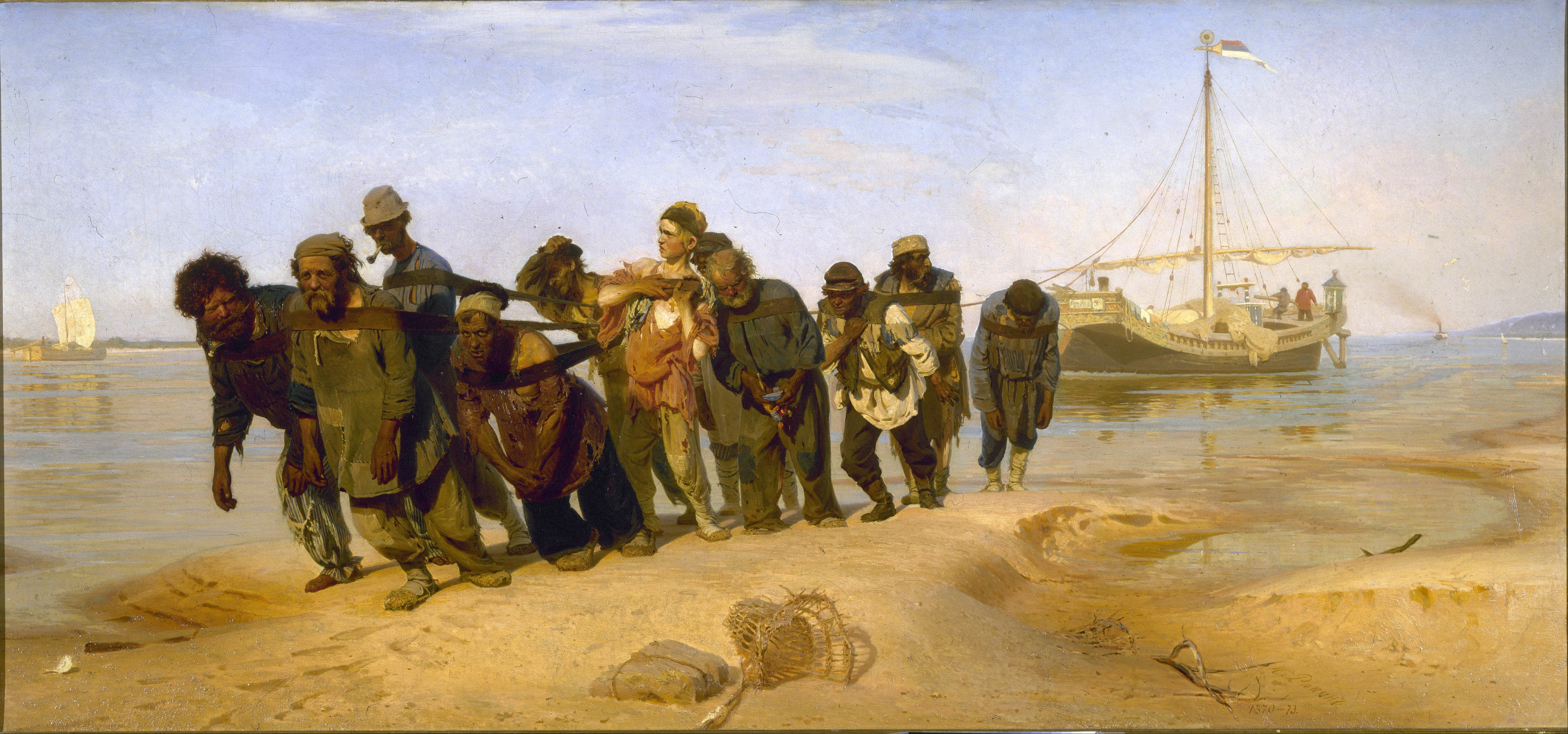
Ilja Repin: Die Wolgatreidler (1870–1873), Russisches Museum
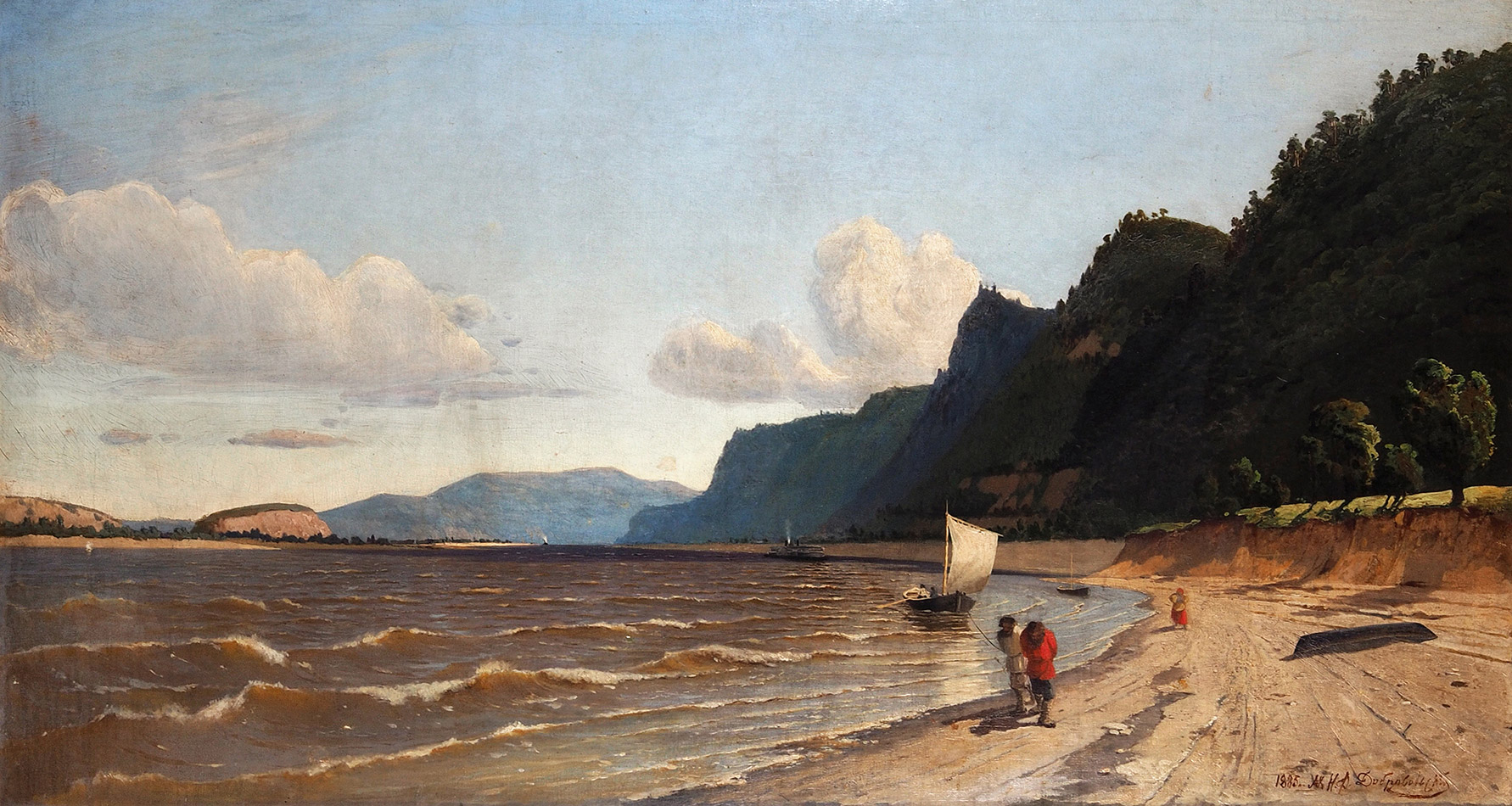
Nikolai Dobrowolski: Nacht an der Wolga. Schiguli (1885)
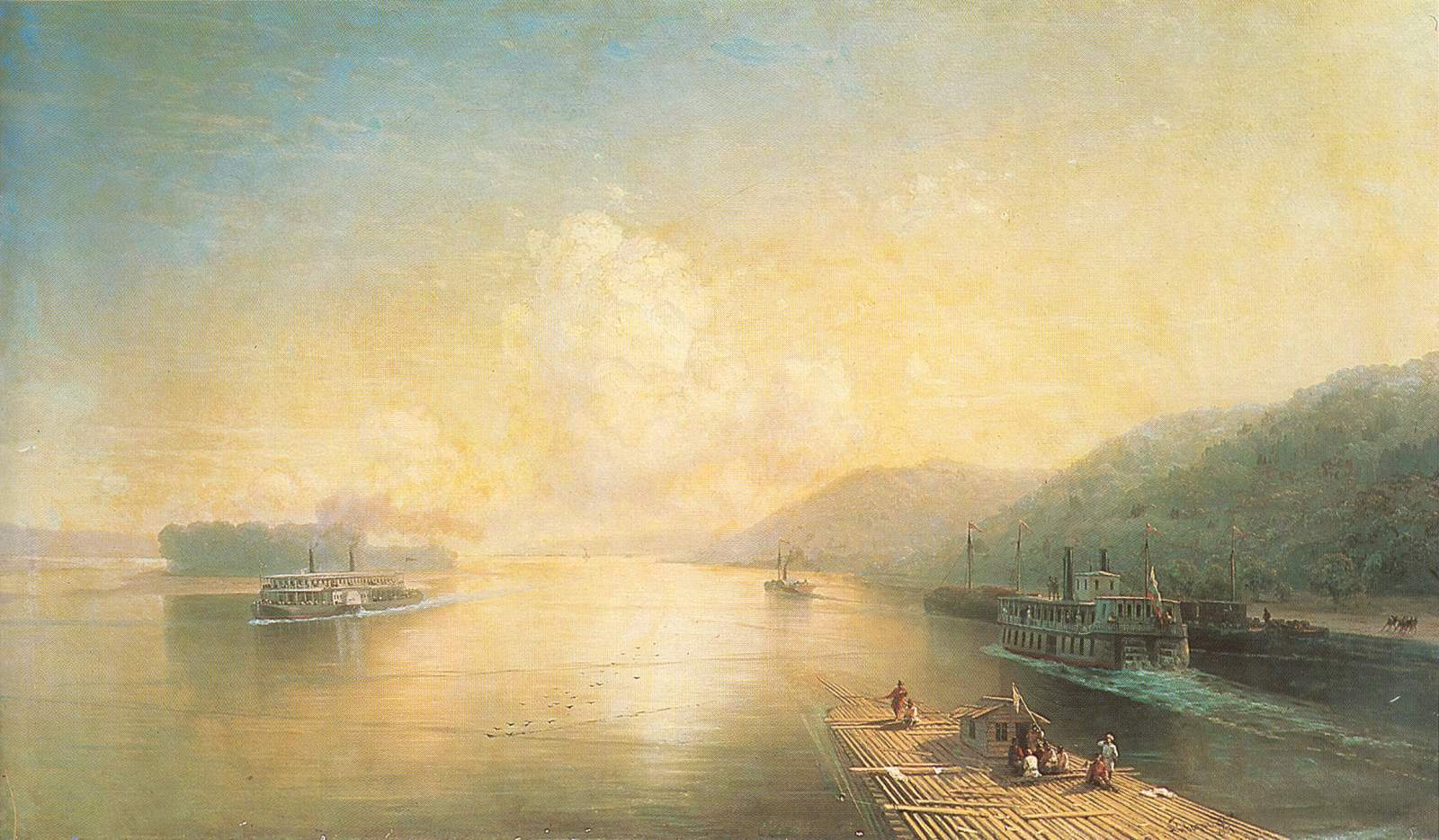
Iwan Aiwasowski: Wolga in der Nähe des Schiguli-Gebirges (1887), Nationalmuseum Gemäldegalerie Kiew